# Kolej krzesełkowa na Butorowy Wierch
Kolej krzesełkowa na Butorowy Wierch – całoroczna kolej krzesełkowa z Kościeliska pod szczyt Butorowego Wierchu w Paśmie Gubałowskim. Kolej wybudował Mostostal, na podstawie projektu Krakowskiego Biura Projektowo-Badawczego Budownictwa Przemysłowego. Jej operatorem są Polskie Koleje Linowe S.A.

## Historia
Kolej krzesełkowa została uruchomiona w 1978. Podczas przejazdu koleją (zwłaszcza przy zjeździe) dobrze widoczne są Tatry. W latach 1978–1995 kolej krzesełkowa stanowiła element infrastruktury ośrodka narciarskiego Butorowy Wierch.

## Dane techniczne
| Kolej krzesełkowa                     | Butorowy Wierch |
| ------------------------------------- | --------------- |
| Długość trasy [m]                     | 1619            |
| Poziom stacji dolnej [m n.p.m.]       | 886,3           |
| Poziom stacji górnej [m n.p.m.]       | 1158,4          |
| Różnica poziomów [m]                  | 272,1           |
| Podpory trasowe                       | 19              |
| Typ krzesełek                         | 2-osobowe       |
| Liczba krzesełek                      | 200             |
| Zdolność przewozowa [osób na godzinę] | 700             |